# Tuva Skoog
Tuva Skoog, född den 25 mars 2005 i Skellefteå, är en svensk fotbollsspelare, som spelar som mittfältare, och som representerar Malmö FF.

## Biografi
Skoog är född i Skellefteå och började spela fotboll i Morön BK i Elitettan där hon spelade under två säsonger innan hon flyttade till Umeå IK. Efter en säsong där värvades hon till Piteå IF där hon spelade innan hon bytte klubb till Malmö FF år 2024.